# Gangārāmpur
Gangārāmpur (engelska: Gangarampur) är en ort i Indien.   Den ligger i distriktet Dakshin Dinajpur och delstaten Västbengalen, i den östra delen av landet, 1 200 km öster om huvudstaden New Delhi. Gangārāmpur ligger 32 meter över havet och antalet invånare är 65 316.
Terrängen runt Gangārāmpur är mycket platt. Runt Gangārāmpur är det tätbefolkat, med 659 invånare per kvadratkilometer. Det finns inga andra samhällen i närheten. Trakten runt Gangārāmpur består till största delen av jordbruksmark.